# سرخ قلعة (إسفراين)
سرخ قلعة (بالفارسية: سرخ‌قلعه) هي قرية تقع في قسم ميلانلو الريفي (مقاطعة إسفراين) في إيران. يقدر عدد سكانها بـ 122 نسمة بحسب إحصاء 2016.